# Thea Minyan Bjørseth
Thea Minyan Bjørseth (30 ottobre 2003) è una saltatrice con gli sci ed ex combinatista nordica norvegese.

## Biografia
La Bjørseth ha iniziato la sua carriera gareggiando nella combinata nordica: attiva dal febbraio del 2016, ha preso parte ad alcune prove di Coppa Continentale (ottenendo il miglior risultato il 17 febbraio 2019 a Rena, 10ª) e ha gareggiato nella specialità fino al gennaio del 2020. Specializzatasi nel salto con gli sci, in Coppa del Mondo ha esordito l'8 febbraio 2020 a Hinzenbach (36ª) e ha conquistato il primo podio il 22 febbraio successivo a Ljubno (3ª). Ai Mondiali di Oberstdorf 2021, sua prima presenza iridata, ha vinto la medaglia di bronzo nella gara a squadre e si è classificata 7ª nel trampolino normale e 14ª nel trampolino lungo nel salto con gli sci. Nel salto con gli sci ai XXIV Giochi olimpici invernali di Pechino 2022, sua prima presenza olimpica, si è piazzata 21ª nel trampolino normale, mentre ai Mondiali di Planica 2023 ha vinto la medaglia d'argento nella gara a squadre mista, quella di bronzo nella gara a squadre e si è piazzata 5ª nel trampolino normale e 8ª nel trampolino lungo. Il 31 gennaio 2025 ha conquistato la prima vittoria in Coppa del Mondo, nella gara a squadre mista disputata a Willingen.

## Palmarès

### Combinata nordica

#### Coppa Continentale
- Miglior piazzamento in classifica generale: 32ª nel 2019

### Salto con gli sci

#### Mondiali
- 3 medaglie:
  - 1 argento (gara a squadre mista a Planica 2023)
  - 2 bronzi (gara a squadre a Oberstdorf 2021; gara a squadre a Planica 2023)

#### Mondiali juniores
- 3 medaglie:
  - 1 oro (individuale a Lahti/Vuokatti 2021)
  - 2 argenti (individuale, gara a squadre mista a Oberwiesenthal 2020)

#### Coppa del Mondo
- Miglior piazzamento in classifica generale: 14ª nel 2023 e nel 2024
- 11 podi (4 individuali, 7 a squadre):
  - 1 vittoria (a squadre)
  - 6 secondi posti (1 individuale, 5 a squadre)
  - 4 terzi posti (3 individuali, 1 a squadre)

#### Coppa del Mondo - vittorie
| Data            | Località  | Nazione  | Trampolino                                                                                   |
| --------------- | --------- | -------- | -------------------------------------------------------------------------------------------- |
| 31 gennaio 2025 | Willingen | Germania | Mühlenkopf HS147 (con Kristoffer Eriksen Sundal, Eirin Maria Kvandal e Johann André Forfang) |

#### Coppa Continentale
- Miglior piazzamento in classifica generale: 15ª nel 2020
- 1 podio (individuale):
  - 1 terzo posto